# Romakloster
Romakloster – miejscowość (tätort) w Szwecji, w regionie administracyjnym (län) Gotland, w gminie Gotland.
Według danych Szwedzkiego Urzędu Statystycznego liczba ludności wyniosła: 1198 (31 grudnia 2015), 1194 (31 grudnia 2018) i 1179 (31 grudnia 2019).